# Мохово (Біловський округ)
Мо́хово (рос. Мохово) — село у складі Біловського округу Кемеровської області, Росія.

## Населення
Населення — 2184 особи (2010; 2327 у 2002).
Національний склад (станом на 2002 рік):
- росіяни — 95 %